# Liste der Kulturdenkmale in Gera
Diese Liste enthält die Kulturdenkmale der thüringischen Stadt Gera. Die Angaben wurden dem Band Kulturdenkmale in Thüringen: Stadt Gera, Erfurt 2007, entnommen und teilweise aktualisiert.
Die Listen sind nach Straßenbezeichnungen, Gemarkungen sowie der jeweiligen Denkmalbezeichnung sortierbar.

## Legende
- Bild: zeigt ein Bild des Kulturdenkmals und gegebenenfalls einen Link zu weiteren Fotos des Kulturdenkmals im Medienarchiv Wikimedia Commons
- Bezeichnung: Name, Bezeichnung oder die Art des Kulturdenkmals
- Lage: Wenn vorhanden Straßenname und Hausnummer des Kulturdenkmals; Grundsortierung der Liste erfolgt nach dieser Adresse. Der Link Karte führt zu verschiedenen Kartendarstellungen und nennt die Koordinaten des Kulturdenkmals.
 Kartenansicht, um Koordinaten zu setzen – in dieser Kartenansicht sind Kulturdenkmale ohne Koordinaten mit einem roten bzw. orangen Marker dargestellt und können in der Karte gesetzt werden. Kulturdenkmale ohne Bild sind mit einem blauen bzw. roten Marker gekennzeichnet, Kulturdenkmale mit Bild mit einem grünen bzw. orangen Marker.
- Datierung: gibt das Jahr der Fertigstellung beziehungsweise das Datum der Erstnennung oder den Zeitraum der Errichtung an
- Beschreibung: bauliche und geschichtliche Einzelheiten des Kulturdenkmals, vorzugsweise die Denkmaleigenschaften
- ID: Die ID identifiziert das Kulturdenkmal eindeutig. In Thüringen sind aktuell keine IDs veröffentlicht. In der ID-Spalte kann sich auch folgendes Icon  befinden, dies führt zu Angaben zu diesem Kulturdenkmal bei Wikidata.

## Profanbauten
| Bild | Bezeichnung | Lage | Datierung | Beschreibung                                                                                                 | ID |
| --- | --- | --- | --------- | --- | -- |
| Direkt Bild zu diesem Denkmal hochladen | Steinbogenbrücke über den Agabach, im Verlauf der Hainstraße | Großaga, Aga Hainstraße o. Nr. |           | |    |
| BW | Pfarrgehöft mit Pfarrgarten und Einfriedung westlich der Pfarrkirche St. Bartholomäus | Großaga, Aga Schulstraße 9 (Karte) |           | |    |
| BW | Schulgebäude mit Lehrerwohnhaus und Nebengebäude | Großaga, Aga Schulstraße 25 (Karte) |           | |    |
| Fotos hochladen | Mietshaus | Gera, Altenburger Straße 23 (Karte) |           | |    |
| Fotos hochladen | Mietshaus mit Vorgarten | Gera, Altenburger Straße 25 (Karte) |           | |    |
| Fotos hochladen | Mietshaus mit Hintergebäude und Garten | Gera, Altenburger Straße 63 (Karte) |           | |    |
| Fotos hochladen | Wohnanlage mit Gartenanlage und Freiraumgestaltung | Gera, Altenburger Straße 121–135, 114–124 mit Straße des Bergmanns 108–120, 104–117, mit Erweiterung Altenburger Straße 121 und Walter-Stötzner-Straße 2 (Karte)                                   |           | |    |
| BW | ehemalige Schmiede (und Gasthaus) | Unterröppisch, Am Bach 11 (Karte) |           | |    |
| Fotos hochladen | Wohnanlage mit Freiraum | Gera, Am Sommerbad 22–36 (Karte) |           | |    |
| Fotos hochladen | Bockdampfmaschine der Fa. Morand & Co. | Gera, Amthordurchgang (Karte) |           | ehemaliger Standort: im Hof der Volkshochschule in der Talstraße                                             |    |
| Fotos hochladen | Wappensteine vom ehemaligen Badertor | Gera, Amthordurchgang 3 (Karte) |           | |    |
| Fotos hochladen | Fernmeldeamt und Telegrafengebäude | Gera, Amthorstraße 1 (Karte) |           | |    |
| Fotos hochladen | ehemalige Bezirksleitung Gera der SED mit Freiflächen | Gera, Amthorstraße 11 mit Friedrich-Engels-Straße 2 und Platz der Demokratie (Karte) |           | |    |
| Fotos hochladen | ehemaliges Finanzamt | Gera, Amthorstraße 12 (Karte) |           | |    |
| BW | Gartenhaus, Pavillon mit Raumfassung, vgl. Straße des Friedens 120 | Gera, An der Eibe 5 (Karte) |           | |    |
| Fotos hochladen | ehemalige Gärtnerei mit Gärtnerwohnung, Sämereigebäude, vgl. Straße des Friedens 120 | Gera, An der Eibe 7 (Karte) |           | |    |
| BW | Gehöft, bestehend aus Wohnhaus, Wirtschaftstrakten, Hofraum und Mauer mit Tor | Leumnitz, Anger 7 (Karte) |           | |    |
| Fotos hochladen | ehemaliges Bahnpostamt | Gera, Bahnhofstraße 11 (Karte) |           | |    |
| Fotos hochladen | Bahnsteigüberdachung | Gera, Bahnhofstraße 13A (Karte) |           | |    |
| BW | Bahnstrecke zwischen Hauptbahnhof und Südbahnhof | Gera, Bahnhofstraße 13A, Erfurtstraße 19, Ernst-Toller-Straße o. Nr. (Karte) |           | |    |
| Fotos hochladen | Verwaltungs- und Produktionsgebäude des ehemaligen Elektromotorenwerks | Gera, Beethovenstraße 17 (Karte) |           | |    |
| Fotos hochladen | Etagenmietshaus in Ecklage zur Hainbergstraße | Gera, Beethovenstraße 22 (Karte) |           | |    |
| weitere Bilder Fotos hochladen | Villa mit Garten, ehemalige Villa Späthe; heute „Villa Adelheid“ | Gera, Berliner Straße 1 (Karte) |           | |    |
| Fotos hochladen | Villa mit Garten, ehemalige Villa Bach | Gera, Berliner Straße 2 (Karte) |           | |    |
| weitere Bilder Fotos hochladen | Villa mit Garten, ehemalige Villa Oeser | Gera, Berliner Straße 40 (Karte) |           | |    |
| Fotos hochladen | Villa mit Garten, ehemalige Villa Schmidt | Gera, Berliner Straße 76 (Karte) |           | |    |
| Fotos hochladen | Schulgebäude | Bieblach, Berliner Straße 155 (Karte) |           | erbaut 1956 als Berufsschule „Dr. Theodor Neubauer“                                                          |    |
| Fotos hochladen | Etagenmietshaus | Untermhaus, Biermannplatz 9 (Karte) |           | |    |
| Fotos hochladen | Wohnbebauung mit Vorgärten und begrünten Höfen | Gera, Brehmstraße 2 mit Laasener Straße 107–110 und Straße des Bergmanns 51–69, 56–70 (Karte) |           | |    |
| weitere Bilder Fotos hochladen | ehemaliges reußisches Regierungsgebäude mit Ausstattung, Vorgarten, Freifläche, Einfriedung und Höhler | Gera, Burgstraße 2/4 (Karte) |           | |    |
| weitere Bilder Fotos hochladen | Geschäftshaus am Mündungsbereich zur Flanzstraße | Gera, Clara-Viebig-Straße 7 (Karte) |           | |    |
| weitere Bilder Fotos hochladen | Schulgebäude mit Turnhalle, Zabelgymnasium, ehemalige Zabelsche Höhere Töchterschule | Gera, Clara-Zetkin-Straße 7 (Karte) |           | |    |
| weitere Bilder Fotos hochladen | Villa mit Gartenanlage, ehemalige Villa Meyer | Gera, Clara-Zetkin-Straße 9 (Karte) |           | |    |
| weitere Bilder Fotos hochladen | Villa mit Gartenanlage, ehemalige Villa Münch/Ferber | Gera, Clara-Zetkin-Straße 11 (Karte) |           | |    |
| weitere Bilder Fotos hochladen | Villa mit Gartenanlage, ehemalige Villa Semmel/Schwenker | Gera, Clara-Zetkin-Straße 14 (Karte) |           | |    |
| weitere Bilder Fotos hochladen | Villa mit Vorgarten, ehemalige Villa Böhnert | Gera, Clara-Zetkin-Straße 16 (Karte) |           | |    |
| Fotos hochladen | Etagenmietshäuser mit Ladengeschäft | Gera, Clara-Zetkin-Straße 20 mit Leipziger Straße 26/28/30 (Karte) |           | |    |
| BW | Vierseithof, ehemaliges Vorwerk des Rittergutes Kaimberg, heute privater Reiterhof | Collis, Collis 1 (Karte) |           | |    |
| BW | Wohnhaus in Gartengrundstück | Collis, Collis 19 (Karte) |           | Holzhaus |    |
| Fotos hochladen | Schulgebäude mit Turnhalle, ehemalige „Debschwitzer Schule“ bzw. Volksschule, heute Regelschule | Debschwitz, Darwinstraße 9 (Karte) |           | |    |
| Fotos hochladen | Druckerei, ehemaliges Druckhaus der „Ostthüringer Tribüne“ | Gera, De-Smit-Straße 18 (Karte) |           | |    |
| Fotos hochladen | Etagenmietshaus, ehemalige Chirurgische Klinik Dr. Heinrich Plagge | Gera, Dr.-Friedrich-Wolf-Straße 2 (Karte) |           | |    |
| Fotos hochladen | Villa mit Garten, ehemalige Villa Schönherr/Golde | Gera, Dr.-Friedrich-Wolf-Straße 15 (Karte) |           | |    |
| weitere Bilder Fotos hochladen | Verwaltungsgebäude der Allgemeinen Ortskrankenkasse Gera-Reuß | Gera, Dr.-Friedrich-Wolf-Straße 16 (Karte) |           | |    |
| Fotos hochladen | Wohnhaus mit Garten und Nebengebäude, ehemalige Villa Röhler/Seifert | Gera, Dr.-Friedrich-Wolf-Straße 17 (Karte) |           | |    |
| Fotos hochladen | Klinikum II, ehemaliges Bergarbeiter-Krankenhaus der Wismut AG, heute SRH Wald-Klinikum Gera, Standort II | Gera, Dr.-Schomburg-Straße 9 (Karte) |           | |    |
| weitere Bilder Fotos hochladen | Gebäude mit Garten | Gera, Ebelingstraße 5 (Karte) |           | |    |
| weitere Bilder Fotos hochladen | Gebäude in Gartengrundstück, ehemalige Villa Mazur | Gera, Ebelingstraße 10 (Karte) |           | |    |
| weitere Bilder Fotos hochladen | Villa mit Remise, ehemalige Villa Ramminger | Gera, Ebelingstraße 12 (zuvor Ebelingstraße 12 und 14) (Karte) |           | |    |
| BW | Wohnhaus mit Gartenanlage | Debschwitz, Eiselstraße 17 (Karte) |           | |    |
| Fotos hochladen | Verwaltungsgebäude des ehemaligen Kreislandbundes Gera e. V., nachfolgend des Reichsnährstandes und der Landesbauernschaft Thüringen | Gera, Enzianstraße 1 (Karte) |           | |    |
| weitere Bilder Fotos hochladen | Schule mit Turnhalle, ehem. Georg-Christoph-Lichtenberg-Gymnasium; jetzt Berufsschule | Gera, Enzianstraße 18 (Karte) |           | |    |
| weitere Bilder Fotos hochladen | Bahnhofs- und Empfangsgebäude des Königlich-Sächsischen Bahnhofes, des alten Südbahnhofes | Gera, Erfurtstraße 19 (Karte) |           | |    |
| BW | Wohnhaus | Scheubengrobsdorf, Ernseer Straße 31 (Karte) |           | an der Straße von Ernsee nach Frankenthal, jedoch auf Scheubengrobsdorfer Flur                               |    |
| BW | Eisenbahnüberführung im Verlauf der 1906 begonnenen und 1909/11 fertiggestellten Höherlegung der Bahngleise | Gera, Ernst-Toller-Straße o. Nr. (Karte) |           | |    |
| BW | Stellwerk mit bauzeitlicher Ausstattung | Gera, Ernst-Toller-Straße o. Nr. (Karte) |           | |    |
| Fotos hochladen | Eckwohnhaus | Gera, Felsenstraße 2 (Karte) |           | |    |
| Fotos hochladen | Kindergarten | Debschwitz, Ferdinand-Hahn-Straße 1 (Karte) |           | |    |
| Fotos hochladen | Etagenmietshäuser | Untermhaus, Feuerbachstraße 14/16/18 (Karte) |           | |    |
| Fotos hochladen | Etagenmietshaus | Untermhaus, Feuerbachstraße 25 (Karte) |           | |    |
| Fotos hochladen | Doppeletagenmietshaus | Untermhaus, Feuerbachstraße 39/41 (Karte) |           | |    |
| Fotos hochladen | Mietshaus | Untermhaus, Feuerbachstraße 45 (Karte) |           | |    |
| Fotos hochladen | Mietshaus | Untermhaus, Feuerbachstraße 50 (Karte) |           | |    |
| weitere Bilder Fotos hochladen | ehemaliges Mädchenheim | Gera, Florian-Geyer-Straße 17/Burgstraße 3 (Karte) |           | |    |
| Fotos hochladen | Wohnhaus, Holzhaus | Ernsee, Forststraße 1 (Karte) |           | |    |
| Fotos hochladen | Etagenmietshaus | Gera, Franz-Petrich-Straße 11 (Karte) |           | |    |
| Fotos hochladen | Etagenmietshaus | Gera, Franz-Petrich-Straße 17 (Karte) |           | |    |
| Fotos hochladen | Wohnhaus, ehemaliges Haus Sparmberg | Gera, Franz-Petrich-Straße 30 (Karte) |           | |    |
| Fotos hochladen | Mietshaus | Gera, Freitagstraße 48 (Karte) |           | |    |
| BW | Fabrik und Nebengebäude, ehemalige Weberei für Teppiche und Bezugsstoffe Dagobert Halpert & Co, nach 1945 VEB Halbmondteppiche | Gera, Friedericistraße 1A mit De-Smit-Straße 21/25/27 (Karte) |           | heute Parkhaus der Gera Arcaden; De-Smit-Straße 25 und 27 abgebrochen                                        |    |
| Fotos hochladen | Villa, ehemalige Villa Häußler mit Gartengrundstück und Stallgebäude; im Keller Gaststätte „Engelskeller“ | Gera, Friedrich-Engels-Straße 9 (Karte) |           | |    |
| Fotos hochladen | Doppelwohnhaus mit Seitengebäuden | Gera, Friedrich-Engels-Straße 15/17 (Karte) |           | |    |
| Fotos hochladen | Etagenmietshäuser mit Vorgärten, Seitengebäuden und Hofgärten | Gera, Friedrich-Engels-Straße 18/20/22 (Karte) |           | |    |
| Fotos hochladen | Etagenmietshaus mit Vorgarten, Seitengebäude und Garten | Gera, Friedrich-Engels-Straße 27 (Karte) |           | |    |
| Fotos hochladen | Wohnhaus und ehemaliges Gast- bzw. Gesellschaftshaus „Walhalla“ | Untermhaus, Friedrich-Naumann-Platz 3 (Karte) |           | |    |
| BW | Schule mit Turnhalle und Schulhof, ehemalige Volksschule Zwötzen, jetzt Regelschule „Zwötzener Schule Gera“ | Zwötzen, Fritz-Reuter-Straße 7 (zuvor August-Bebel-Straße 22) (Karte) |           | |    |
| Fotos hochladen | Etagenmietshaus mit Rückgebäude und Garten | Gera, Gagarinstraße 8 (Karte) |           | |    |
| weitere Bilder Fotos hochladen | Villa mit Garten und Einfriedung, ehemalige Villa Maurer | Gera, Gagarinstraße 14 (Karte) |           | |    |
| Fotos hochladen | ehemalige Frauenklinik Dr. Schäfer mit Garten und Nebengebäude | Gera, Gagarinstraße 19 (Karte) |           | |    |
| Fotos hochladen | Villa, ehemalige Villa Kühn | Gera, Gagarinstraße 24 (Karte) |           | |    |
| Fotos hochladen | Villa mit Garten, ehemalige Villa Schmidt | Gera, Gagarinstraße 30 (Karte) |           | |    |
| Fotos hochladen | Mietshaus mit Vorgarten, Einfriedung und bauzeitlicher Ausstattung | Gera, Gagarinstraße 33 (Karte) |           | |    |
| Fotos hochladen | Villa, ehemalige Villa Buschendorf | Gera, Gagarinstraße 34 (Karte) |           | |    |
| Fotos hochladen | Wohnanlage mit Vorgarten und begrüntem Hof | Gera, Gagarinstraße 42/44/46/48 (Karte) |           | |    |
| Fotos hochladen | Villa mit Garten, ehemalige Villa Fürbringer | Gera, Geschwister-Scholl-Straße 1 (Karte) |           | |    |
| weitere Bilder Fotos hochladen | Theater, ehemalige an Ostseite der Straße gelegene Badeanlage, später „Walhalla-Theater“ mit „Kaisersaal“ und nachfolgend „Residenztheater“ mit Gartenanlage                                                                                       | Gera, Geschwister-Scholl-Straße 13 (Karte) |           | |    |
| Fotos hochladen | Villa mit Garten, Einfriedung, Pferdestall- und Remisengebäude, ehemalige Villa Hirsch | Gera, Geschwister-Scholl-Straße 15 (Karte) |           | |    |
| Fotos hochladen | Etagenmietshaus | Gera, Geschwister-Scholl-Straße 20 (Karte) |           | |    |
| weitere Bilder Fotos hochladen | Brunnen und Pumpstation, ehemalige „Wasserkunst“ | Gera, Geschwister-Scholl-Straße 28 (Karte) |           | |    |
| weitere Bilder Fotos hochladen | Wasseraufbereitungsanlage mit technischer Ausstattung | Gera, Geschwister-Scholl-Straße o. Nr. (Karte) |           | |    |
| Fotos hochladen | Produktionsgebäude der ehemaligen Zeiss-Werke, nachfolgend VEB Carl Zeiss Jena, heute Technologie- und Gewerbepark Keplerstraße | Lusan, Gewerbepark Keplerstraße 17/19 und 23/25 (Karte) |           | |    |
| weitere Bilder Fotos hochladen | Villa mit Gartenanlage, ehemalige Villa Eichenberg | Gera, Goethestraße 1 (Karte) |           | |    |
| weitere Bilder Fotos hochladen | Villa mit Garten und Einfriedung, ehemalige Villa Münch | Gera, Goethestraße 1A (Karte) |           | |    |
| Fotos hochladen | Wohnhaus mit Garten | Gera, Goethestraße 3 (Karte) |           | |    |
| Fotos hochladen | Villa mit Gartenanlage, ehemalige Villa Schelling/Luboldt | Gera, Goethestraße 4 (Karte) |           | |    |
| Fotos hochladen | Gebäude mit Garten, ehemalige Musikschule Gera | Gera, Goethestraße 5 (Karte) |           | |    |
| weitere Bilder Fotos hochladen | Villa mit Gartenanlage, ehemalige Villa Feistkorn | Gera, Goethestraße 6 (Karte) |           | |    |
| Fotos hochladen | Villa mit Garten, ehemalige Villa Weber | Gera, Goethestraße 8 (Karte) |           | |    |
| Fotos hochladen | Etagenmietshaus | Gera, Goethestraße 9 (Karte) |           | |    |
| weitere Bilder Fotos hochladen | Villa mit Garten, ehemalige „Villa Helene“ | Gera, Goethestraße 12 (Karte) |           | |    |
| weitere Bilder Fotos hochladen | Wohn- und Geschäftshäuser, Hintergebäude und ehemaliger Garten, ehemaliges Ferbersches Haus, heute Museum für Angewandte Kunst | Gera, Greizer Straße 37/39 (Karte) |           | |    |
| Fotos hochladen | sogenanntes Lummersches Backhaus, Wohnhaus von 1742 | Untermhaus, Gries 1 (Karte) |           | |    |
| Fotos hochladen | Wohnhaus | Untermhaus, Gries 5 (Karte) |           | |    |
| Fotos hochladen | Wohn- und Geschäftshaus, ehemaliges Gasthaus „Zum Deininger“, später „Alt-Gera“ | Gera, Große Kirchstraße 2 (Karte) |           | |    |
| weitere Bilder Fotos hochladen | Wohn- und Geschäftshaus | Gera, Große Kirchstraße 4 (Karte) |           | |    |
| weitere Bilder Fotos hochladen | Wohn- und Geschäftshaus mit Figurenportal, ehemaliges Haus Buttermann | Gera, Große Kirchstraße 7 (Karte) |           | |    |
| Fotos hochladen | Wohn- und Geschäftshaus, Passage und Hinterhaus | Gera, Große Kirchstraße 9 (Karte) |           | |    |
| Fotos hochladen | Wohn- und Geschäftshaus | Gera, Große Kirchstraße 14 (Karte) |           | |    |
| weitere Bilder Fotos hochladen | Wohn- und Geschäftshaus | Gera, Große Kirchstraße 15 (Karte) |           | |    |
| weitere Bilder Fotos hochladen | Wohn- und Geschäftshaus, ehemals Fehrsches, nachfolgend Schwenkersches Haus | Gera, Große Kirchstraße 17 (Karte) |           | |    |
| weitere Bilder Fotos hochladen | Wohn- und Geschäftshaus | Gera, Große Kirchstraße 19 (Karte) |           | |    |
| BW | Vierseithof | Großfalka, Großfalka 2 (Karte) |           | |    |
| Fotos hochladen | Verwaltungsgebäude und Shedhallen der ehemaligen Filztuchfabrik Lechla & Mehlhorn A.G. | Debschwitz, Handwerkerhof 3–23/Am Handwerkerhof/An der Wiesestraße o. Nr. (zuvor Wiesestraße 125) (Karte)                                                                                          |           | |    |
| Fotos hochladen | ehemaliges Verwaltungsgebäude des Konsumvereins Gera-Debschwitz, ab 1946 Konsumverein und von 1950 bis 1990 Konsumgenossenschaft Gera | Debschwitz, Heinrich-Heine-Straße 4 (Karte) |           | |    |
| Fotos hochladen | Villa einschließlich Erweiterungsanbau und Einfriedung | Untermhaus, Heinrich-Laber-Straße 2 (zuvor Parkstraße 12) (Karte) |           | heute Kindertagesstätte                                                                                      |    |
| Fotos hochladen | ehemaliges Alten- und Pflegeheim „Frederic Joliot-Curie“; heute Diakoniezentrum Gera | Untermhaus, Heinrich-Laber-Straße 4 (Karte) |           | |    |
| Fotos hochladen | Villa mit Nebengebäude, Pavillon und Einfriedung, ehemalige Villa Wetzel | Gera, Heinrich-Schütz-Straße 21 (Karte) |           | |    |
| Fotos hochladen | Heinrichsbrücke mit Bedürfnisanstalt, Brückenzollamt, Imbisspavillon | Gera, Heinrichstraße o. Nr. mit Straße des Friedens 2 und An der Spielwiese (Karte) |           | nur Bedürfnisanstalt und Imbisspavillon sind erhalten                                                        |    |
| BW | Eisenbahnüberführung | Gera, Heinrichstraße o. Nr. (Karte) |           | |    |
| Fotos hochladen | Wohn- und Geschäftsbebauung, mit rückwärtiger Freifläche Reichsstraße 2a–c, Block 13 Heinrichstraße 27, Block 14 [Hochhaus] Heinrichstraße 29 bis 37, Block 15, und Heinrichstraße 39 bis 45, Block 16                                             | Gera, Heinrichstraße 27–45 mit Reichsstraße 2A–C (Karte) |           | |    |
| BW | Kindertagesstätte und Gartenpavillon Dr. Paul | Gera, Herderstraße 35 (Karte) |           | |    |
| weitere Bilder Fotos hochladen | Villa Hirsch mit Nebengebäuden, Gartenanlage und Einfriedung | Untermhaus, Hermann-Drechsler-Straße 2 (Karte) |           | |    |
| weitere Bilder Fotos hochladen | Kühllagerhaus | Gera, Hinter dem Südbahnhof 2 (Karte) |           | |    |
| Direkt Bild zu diesem Denkmal hochladen | Gartenhaus der ehemaligen Villa Steudner | Lusan, Hübeläcker o. Nr. |           | |    |
| weitere Bilder Fotos hochladen | ehemaliges Liebigsches Gartenwohnhaus, nachfolgend „Amthorsche Höhere Handelslehranstalt“, heute DKB-Bank | Gera, Humboldtstraße 25 mit Amthorstraße 4 (Karte) |           | |    |
| Fotos hochladen | Bankgebäude mit Rückgebäude | Gera, Humboldtstraße 26 (Karte) |           | |    |
| Fotos hochladen | Wohn- und Geschäftsbebauung | Gera, Humboldtstraße 27/29/31 (Karte) |           | |    |
| Fotos hochladen | Figurenportal (zuvor Johannisplatz 3) | Gera, Johannisplatz 2 (Karte) |           | |    |
| Fotos hochladen | Schulgebäude mit Turnhalle, Rutheneum, Haus II | Gera, Johannisplatz 6 (Karte) |           | |    |
| weitere Bilder Fotos hochladen | Villa mit Gartenanlage und Einfriedung, ehemalige Villa Bardzki | Bieblach, Julius-Sturm-Straße 2 (Karte) |           | |    |
| Fotos hochladen | Villa mit Gartenanlage, ehemals Villa Münch | Tinz, Julius-Sturm-Straße 5, ehemalige Berliner Straße (zuvor Kaiser-Wilhelm-Straße 206) (Karte)                                                                                                   |           | |    |
| weitere Bilder Fotos hochladen | Wohnhaus, ehemaliges Haus Meyer, seit 1962 Radio DDR, nach 1990 Mitteldeutscher Rundfunk | Bieblach, Julius-Sturm-Straße 6 (Karte) |           | |    |
| Fotos hochladen | Herrenhaus des ehemaligen Rittergutes mit Park, heute „Bildungswerk für Gesundheits- und Sozialberufe GmbH“ | Kaimberg, Kaimberg 1 (Karte) |           | |    |
| Fotos hochladen | Hospital mit Garten, Helene-Fleischer-Haus | Gera, Karl-Liebknecht-Straße 1A–D (Karte) |           | |    |
| Fotos hochladen | Schule mit Turnhalle, heute Regelschule Ostschule Gera | Gera, Karl-Liebknecht-Straße 56 (Karte) |           | |    |
| Fotos hochladen | Etagenmietshaus | Gera, Karl-Liebknecht-Straße 65 (Karte) |           | |    |
| Fotos hochladen | Mietshaus | Gera, Karl-Liebknecht-Straße 67 (Karte) |           | |    |
| weitere Bilder Fotos hochladen | Etagenwohnhaus | Gera, Karl-Marx-Allee 7 (Karte) |           | |    |
| weitere Bilder Fotos hochladen | Etagenwohnhaus mit Vorgarten | Gera, Karl-Marx-Allee 26 (Karte) |           | bildet mit dem Kulturdenkmal Prof.-Simmel-Straße 3/5 eine bauliche Einheit                                   |    |
| weitere Bilder Fotos hochladen | Etagenwohnhaus mit Vorgarten | Gera, Karl-Marx-Allee 36 (Karte) |           | |    |
| weitere Bilder Fotos hochladen | Wohngebäude mit Garten | Gera, Karl-Marx-Allee 40/42 (Karte) |           | |    |
| BW | Pfarrgehöft | Dorna, Kirchberg 2 (Karte) |           | |    |
| Fotos hochladen | Wohn- und Geschäftshaus, sogenannte Mengelsche Drogerie | Gera, Kleine Kirchstraße 2 (Karte) |           | |    |
| Fotos hochladen | Etagenmietshaus | Gera, Kleiststraße 7 (Karte) |           | |    |
| weitere Bilder Fotos hochladen | Elsterbrücke (Untermhäuser Brücke), bis 1950 Adelheidbrücke | Untermhaus, Küchengartenallee 10 (Karte) |           | |    |
| Fotos hochladen | ehemalige Villa Bufe | Untermhaus, Küchengartenallee 13 (Karte) |           | |    |
| Fotos hochladen | ehemalige Villa Peitzsch | Untermhaus, Küchengartenallee 15 (Karte) |           | |    |
| weitere Bilder Fotos hochladen | ehemalige Villa Bloch, nach 1945 „Haus der Lehrer“ | Untermhaus, Küchengartenallee 21 (Karte) |           | |    |
| Fotos hochladen | Etagenmietshaus | Gera, Kurt-Keicher-Straße 1 (Karte) |           | |    |
| Fotos hochladen | Etagenmietshaus | Gera, Kurt-Keicher-Straße 3 (Karte) |           | |    |
| Fotos hochladen | Etagenmietshaus | Gera, Kurt-Keicher-Straße 6 (Karte) |           | |    |
| Fotos hochladen | Etagenmietshaus mit Garten und Einfriedung | Gera, Kurt-Keicher-Straße 10 (Karte) |           | |    |
| weitere Bilder Fotos hochladen | Wohnhaus mit Gartenanlage und Einfriedung, ehemaliges Wohnhaus Halpert | Gera, Kurt-Keicher-Straße 11 (Karte) |           | |    |
| weitere Bilder Fotos hochladen | Schule mit Turnhalle und Direktorenwohnhaus, Gymnasium „Friedrich Schiller“, ehemaliges Realgymnasium | Gera, Kurt-Keicher-Straße 12 (Karte) |           | jetzt Teil des Zabel-Gymnasiums                                                                              |    |
| Fotos hochladen | Etagenmietshaus | Gera, Kurt-Keicher-Straße 23 (Karte) |           | |    |
| Fotos hochladen | Wohnanlage | Gera, Kurt-Keicher-Straße 67/69 (Karte) |           | |    |
| Fotos hochladen | Etagenmiets- und Geschäftshaus | Gera, Laasener Straße 1 (Karte) |           | |    |
| Fotos hochladen | Etagenmiets- und Geschäftshaus | Gera, Laasener Straße 3 (Karte) |           | |    |
| Fotos hochladen | Etagenmiets- und Geschäftshaus | Gera, Laasener Straße 5 (Karte) |           | |    |
| Fotos hochladen | Etagenmiets- und Geschäftshaus | Gera, Laasener Straße 12 (Karte) |           | |    |
| Fotos hochladen | Etagenmietshaus | Gera, Laasener Straße 15 (Karte) |           | |    |
| Fotos hochladen | Etagenmietshaus | Gera, Laasener Straße 32 (Karte) |           | |    |
| BW | Dreiseithof | Dürrenebersdorf, Langengrobsdorfer Straße 107 (Karte) |           | |    |
| weitere Bilder Fotos hochladen | ehemaliges Verwaltungsgebäude der Fa. Wesselmann-Bohrer-Comp. A.G., nachmalig Zentrales Materiallager und Betriebsschule der SDAG Wismut, heute Bildungszentrum                                                                                    | Zwötzen, Lange Straße 52 (Karte) |           | |    |
| Fotos hochladen | Industrieanlage der ehemaligen Woll- und Seidenweberei Schulenburg & Bessler, nachmalig Geraer Woll- und Seidenweberei (Gewosei), dann VEB Modedruck Gera                                                                                          | Zwötzen, Lange Straße 71 (Karte) |           | |    |
| Fotos hochladen | ehemalige Poliklinik „Clara Zetkin“, jetzt Ärztehaus | Zwötzen, Lasurstraße 27 (Karte) |           | |    |
| Fotos hochladen | Etagenmietshaus mit Nebengebäude | Untermhaus, Leibnizstraße 3 (Karte) |           | |    |
| Fotos hochladen | Wohn- und Geschäftshaus | Gera, Leipziger Straße 31 (Karte) |           | |    |
| Fotos hochladen | Wohnhaus in Garten | Taubenpreskeln, Lengefelder Straße 32 (Karte) |           | Holzhaus |    |
| weitere Bilder Fotos hochladen | ehemalige Kasernenanlage mit Freiraum und Einfriedung sowie begrenzenden Straßen mit Baumreihen; ehemalige „Reuß-Kaserne“, jetzt Wohnanlage | Gera, Leo-Tolstoi-Straße 1, 3, 5, 7, 9 mit Franz-Petrich-Straße 61, 63, 65/67, (69, 71), 73/75, 77/79 und Gerhart-Hauptmann-Straße 18/20/22/24, 26/28, 30/32, 34/36/38/40/42, 44, 46/48/50 (Karte) |           | |    |
| Fotos hochladen | Wohn- und Geschäftshaus mit Vorgarten | Gera, Lessingstraße 1 (Karte) |           | |    |
| Fotos hochladen | Etagenmietshaus mit Vorgarten | Gera, Lessingstraße 3 (Karte) |           | |    |
| Fotos hochladen | Villa mit Garten, ehemalige Villa Stang | Gera, Lessingstraße 4 (Karte) |           | |    |
| Fotos hochladen | Wohnanlage mit Freiraumgestaltung | Leumnitz, Leumnitzer Straße 18–26 (Karte) |           | |    |
| BW | Wohnhaus in Gartengrundstück | Leumnitz, Leumnitzer Straße 52 (Karte) |           | |    |
| BW | Wohnhaus | Leumnitz, Leumnitzer Straße 60 (Karte) |           | Holzständerbauweise über massivem Keller                                                                     |    |
| Fotos hochladen | Mietshaus | Gera, Liebestraße 21 (Karte) |           | |    |
| Fotos hochladen | Wohnhaus mit Gartenanlage, Nebengebäude und straßenseitiger Einfriedung, ehemalige Villa Rothe | Zwötzen, Liebschwitzer Straße 129 (Karte) |           | |    |
| Fotos hochladen | Villa mit Gartenanlage | Gera, Loreystraße 4 (Karte) |           | |    |
| Fotos hochladen | Etagenmietshaus | Gera, Louis-Schlutter-Straße 8 (Karte) |           | |    |
| Fotos hochladen | Turnhalle der ehemaligen Gesamtstadtschule/Bürgerschule am Nicolaiberg | Gera, Ludwig-Jahn-Straße 1 (Karte) |           | |    |
| Fotos hochladen | Mietshaus | Gera, Ludwig-Jahn-Straße 4 (Karte) |           | Bestandteil des Denkmalensembles Arndtstraße 1–20                                                            |    |
| Fotos hochladen | Mietshaus | Gera, Lutherstraße 16 (Karte) |           | |    |
| weitere Bilder Fotos hochladen | altes Rathaus mit Erweiterungsbauten | Gera, Markt 1 mit Kornmarkt 12 (Karte) |           | |    |
| Fotos hochladen | Wohn- und Geschäftshaus einschließlich Tordurchgang, Höhler und Ladenausstattung, ehem. Kanitzsche Buch- und Kunsthandlung | Gera, Markt 3 (Karte) |           | |    |
| weitere Bilder Fotos hochladen | Wohn- und Geschäftshaus, Stadtapotheke | Gera, Markt 8/9 (Karte) |           | |    |
| weitere Bilder Fotos hochladen | Veranstaltungsgebäude, Gaststätte und Wohnhaus | Gera, Markt 15 (Karte) |           | |    |
| BW | Wohnhaus des Gutshofes, des sogenannten Rittergutes Roschütz, mit teils bewaldetem Gartengrundstück und Parkanlagen mit Möblierung, Teehaus und Toranlage                                                                                          | Roschütz, Milchstraße 2 (zuvor 9) mit Parkweg 17 (Karte) |           | |    |
| Fotos hochladen | ehemaliges Kammergut des Schlosses Osterstein | Untermhaus, Mohrenplatz 1–7 (Karte) |           | Bestandteil des Denkmalensembles Alt-Untermhaus und dem Kulturdenkmal Schlossanlage Osterstein untergeordnet |    |
| BW | Reußisches Justizamtsgebäude des ehemaligen Kammergutes | Untermhaus, Mohrenplatz 1 (Karte) |           | |    |
| Fotos hochladen | Reußisches Rentamtsgebäude und Waschhaus des ehemaligen Kammergutes | Untermhaus, Mohrenplatz 3/3A (Karte) |           | |    |
| weitere Bilder Fotos hochladen | Geburtshaus des Geraer Malers und Grafikers Otto Dix, heute Museum „Otto-Dix-Haus“ | Untermhaus, Mohrenplatz 4 (Karte) |           | |    |
| weitere Bilder Fotos hochladen | Remisen, Speicher- und Scheunengebäude des ehemaligen Kammergutes | Untermhaus, Mohrenplatz 5 (Karte) |           | |    |
| weitere Bilder Fotos hochladen | ehemaliges Zucht- und Waisenhaus, heute Stadtmuseum | Gera, Museumsplatz 1 (ehemals Heinrichstraße 2) (Karte) |           | |    |
| BW | Vierseithof | Naulitz, Naulitz 12 (Karte) |           | |    |
| BW | Gehöft | Leumnitz, Naulitzer Straße 11 (Karte) |           | |    |
| Direkt Bild zu diesem Denkmal hochladen | Wohnhaus mit Holzstube und Stallgebäude eines großen Gehöftes | Negis, Negis 7 |           | |    |
| weitere Bilder Fotos hochladen | Wohn- und Geschäftshaus mit Ausstattung, Nebengebäude, Höhlersystem und Stadtmauerreste, sogenanntes Schreibersches Haus, jetzt Museum für Naturkunde                                                                                              | Gera, Nicolaiberg 3 (Karte) |           | |    |
| weitere Bilder Fotos hochladen | Schulgebäude, ehemalige Gesamtstadtschule/Bürgerschule | Gera, Nicolaiberg 6 (Karte) |           | |    |
| Fotos hochladen | ehemaliges Witwenheim und Kleinkinderbewahranstalt, heute Kindergarten und Pfarrhaus der Salvatorgemeinde | Gera, Nicolaistraße 2 (Karte) |           | |    |
| Fotos hochladen | Etagenmietshäuser | Gera, Nicolaistraße 15/17 (Karte) |           | |    |
| Fotos hochladen | Pfarrgehöft | Niebra, Niebra 4 (Karte) |           | |    |
| Fotos hochladen | Vierseithof, auch als „Böttcherhof“ bezeichnet | Oberröppisch, Oberes Dorf 3 (Karte) |           | |    |
| weitere Bilder Fotos hochladen | Orangerie, heute Kunstsammlungen Gera, mit Küchengarten | Untermhaus, Orangerieplatz 1 (ehemals Küchengartenallee 4) (Karte) |           | |    |
| Direkt Bild zu diesem Denkmal hochladen | Gehöft | Otticha, Otticha 2 |           | |    |
| weitere Bilder Fotos hochladen | Villa, ehemalige Villa Voß | Gera, Parkstraße 10 (Karte) |           | |    |
| Fotos hochladen | Wohnhaus mit Gartenanlage | Untermhaus, Paul-Felix-Straße 4 (Karte) |           | |    |
| Fotos hochladen | Feuerwehrgerätehaus | Langenberg, Platz des Friedens 11 (Karte) |           | |    |
| Fotos hochladen | Villa, ehemalige Villa Sieglitz | Gera, Plauensche Straße 10 (Karte) |           | |    |
| Fotos hochladen | Wohnanlage | Gera, Plauensche Straße 63–75 (Karte) |           | |    |
| weitere Bilder Fotos hochladen | Neulandschule mit Nebengebäude und Schulhof, ehemalige Volksschule, heute Grundschule 17 und Regelschule „Neuland“ Gera | Pforten, Plauensche Straße 165 (Karte) |           | |    |
| BW | Wohnhaus in Garten | Ernsee, Pottendorfer Weg 18 (Karte) |           | Holzhaus |    |
| Fotos hochladen | Doppelwohnhaus in Garten | Ernsee, Pottendorfer Weg 30/32 (Karte) |           | Holzhaus |    |
| Fotos hochladen | Wohnhaus in Gartengrundstück | Ernsee, Pottendorfer Weg 99 (Karte) |           | Holzhaus |    |
| weitere Bilder Fotos hochladen | Etagenwohnhäuser mit Vorgarten | Gera, Prof.-Simmel-Straße 3/5 (Karte) |           | bildet mit dem Kulturdenkmal Karl-Marx-Allee 26 eine bauliche Einheit                                        |    |
| Fotos hochladen | Wohn- und Geschäftshaus, auf dem Standort des ersten Geraer Theaters | Gera, Puschkinplatz 2 (Karte) |           | |    |
| Fotos hochladen | ehemaliges Bankgebäude der Allgemeinen Deutschen Creditanstalt, wie Puschkinplatz 2 Nachfolgebau des 1907 abgebrochenen ersten Geraer Theaters | Gera, Puschkinplatz 3 (Karte) |           | |    |
| Fotos hochladen | Fassade eines Mietshauses | Gera, Quellenstraße 6 (Karte) |           | |    |
| Fotos hochladen | Fassade eines Mietshauses | Gera, Quellenstraße 8 (Karte) |           | |    |
| Fotos hochladen | Etagenwohnhaus | Gera, Quellenstraße 10 (Karte) |           | |    |
| [[Vorlage:Bilderwunsch/code!/O:!/C:50.869683,12.084698!/D:Reichsstraße 19, Wohn-, Verwaltungs- und Produktionsgebäude der ehemaligen Textilfabrik Carl Louis Hirsch, später VEB Textilveredlungswerke Gera, nachfolgend VEB Modedruck Gera, heute als Möbelhaus genutzt!/\|BW]] | Wohn-, Verwaltungs- und Produktionsgebäude der ehemaligen Textilfabrik Carl Louis Hirsch, später VEB Textilveredlungswerke Gera, nachfolgend VEB Modedruck Gera, heute als Möbelhaus genutzt                                                       | Gera, Reichsstraße 19 (Karte) |           | |    |
| BW | Gehöft | Roschütz, Reußische Gasse 1 (Karte) |           | |    |
| Fotos hochladen | Wohn- und Geschäftshaus | Gera, Rittergasse 10 (zuvor Rittergasse 18) (Karte) |           | |    |
| BW | Pfarrgehöft | Roben, Roben 7 (Karte) |           | |    |
| Fotos hochladen | Torhaus mit Scheune eines Dreiseithofes | Roben, Roben 21 (Karte) |           | |    |
| Fotos hochladen | Wohnanlage mit Frei- und Straßenraum sowie Gartenanlage | Gera, Robert-Fischer-Straße 1–13, 2–14 mit Berliner Straße 133, 135 (Karte) |           | |    |
| Fotos hochladen | Krankenhaus mit Gartenanlage, Liegehalle und Pavillon, ehemaliges Städtisches Krankenhaus | Gera, Robert-Koch-Straße 6/8 (Karte) |           | |    |
| Direkt Bild zu diesem Denkmal hochladen | Taubenhaus eines Gehöfts | Leumnitz, Ronneburger Straße 17 |           | |    |
| Direkt Bild zu diesem Denkmal hochladen | Autobahnbrücke (Brückenbauwerk A-BW 147) östlich von Gera | Röpsen, Röpsen o. Nr. |           | |    |
| Direkt Bild zu diesem Denkmal hochladen | Toranlage eines Vierseithofes, bestehend aus zweigeschossigen Stallgebäuden im Süden und Norden, Scheune im Westen und zur Straße traufständig positionierten, zweigeschossigem Wohnhaus unter Krüppelwalmdach im Osten                            | Röpsen, Röpsen 32 |           | |    |
| Direkt Bild zu diesem Denkmal hochladen | Gehöft mit Toranlage | Röpsen, Röpsen 34 |           | |    |
| Direkt Bild zu diesem Denkmal hochladen | Gehöft | Röpsen, Röpsen 42 |           | |    |
| Direkt Bild zu diesem Denkmal hochladen | Mühlengehöft | Röpsen, Röpsen 53 |           | |    |
| Fotos hochladen | Wohnhaus mit Gartengrundstück und Einfriedung | Tinz, Roschützer Straße 10 (Karte) |           | |    |
| weitere Bilder Fotos hochladen | Verwaltungsgebäude einschließlich Einfriedung der ehemaligen Gera-Greizer Kammgarnspinnerei A.G., später VEB Geraer, dann Zwickauer Kammgarnspinnereien                                                                                            | Zwötzen, Ruckdeschelstraße 17 (Karte) |           | |    |
| Fotos hochladen | Amtsgericht | Gera, Rudolf-Diener-Straße 1 (zuvor Gustav-Hennig-Platz 3) (Karte) |           | |    |
| Fotos hochladen | Landgericht, ehemaliger Gebäudekomplex mit Schwurgerichtssaal und abgegangener Haftanstalt sowie älterem Direktorenwohnhaus | Gera, Rudolf-Diener-Straße 2 (Karte) |           | |    |
| BW | Gehöft am Anger | Rusitz, Rusitz 13 (Karte) |           | |    |
| Fotos hochladen | ehemaliges Pfarrgehöft mit Toranlage und Garten | Liebschwitz, Salzstraße 167 (Karte) |           | heute Heimatstube                                                                                            |    |
| Fotos hochladen | Etagenmietshaus | Untermhaus, Schellingstraße 2 (Karte) |           | |    |
| Fotos hochladen | (Zwischen-)Pumpwerk in Neutaubenpreskeln | Taubenpreskeln, Scherperstraße o. Nr. |           | |    |
| Fotos hochladen | Wohnhaus mit Einfriedung, Villa Hacke | Gera, Schillerstraße 7B (Karte) |           | |    |
| Fotos hochladen | Etagenmietshäuser | Gera, Schillerstraße 14/16/16A (Karte) |           | |    |
| Fotos hochladen | Mietshaus | Gera, Schillerstraße 54 (Karte) |           | |    |
| Fotos hochladen | Mietshaus | Gera, Schillerstraße 56 (Karte) |           | |    |
| weitere Bilder Fotos hochladen | ehemalige Schlossanlage Osterstein mit Bergfried, Wolfsbrücke und unterer Hofbebauung mit Alter Wache, Gartensaal und Burggarten | Untermhaus, Schloss Osterstein 1, 3, 4, 5, 6 mit Faulenzerweg und Der Hainberg (Karte) |           | |    |
| weitere Bilder Fotos hochladen | Geschäftshaus, ehemaliger Handelshof, heute Sitz der Sparkasse Gera-Greiz | Gera, Schloßstraße 11 (Karte) |           | |    |
| Fotos hochladen | Wohn- und Geschäftshaus, ehemaliges Wohnhaus Nägler/Ruckdeschel | Gera, Schloßstraße 24 (Karte) |           | heute zum Justizzentrum                                                                                      |    |
| Fotos hochladen | Hauptpostamt | Gera, Schloßstraße 26 (Karte) |           | |    |
| Fotos hochladen | Mietwohnhaus | Gera, Schmelzhüttenstraße 33 (Karte) |           | |    |
| Fotos hochladen | Mietwohnhaus | Gera, Schmelzhüttenstraße 35 (Karte) |           | |    |
| Fotos hochladen | Schule mit Toilettenanbau und Verbindungsgang, ehemalige Volksschule, später „Waldschule Liebschwitz“ | Liebschwitz, Schulberg 1/2 (Karte) |           | |    |
| weitere Bilder Fotos hochladen | Fabrikgebäude der ehemaligen Schulmöbelfabrik Hermann Uhlmann mit Erweiterungsbau und Kontoranbau | Gera, Schülerstraße 40 (Karte) |           | mit markantem Schriftzug „Zigarettenfabrik Mahalesi“                                                         |    |
| Fotos hochladen | Schulgebäude, ehemalige Volksschule, heute Astrid-Lindgren-Grundschule | Langenberg, Schulstraße 59 (Karte) |           | |    |
| Direkt Bild zu diesem Denkmal hochladen | Dreiseithof mit Toranlage | Söllmnitz, Söllmnitz 8 |           | |    |
| Fotos hochladen | Wohn- und Geschäftshaus | Gera, Sorge 1 (Karte) |           | |    |
| Fotos hochladen | Wohn- und Geschäftshaus | Gera, Sorge 3 (Karte) |           | |    |
| Fotos hochladen | Wohn- und Geschäftshaus | Gera, Sorge 5 (Karte) |           | |    |
| Fotos hochladen | Fassade des ehemaligen Ratsmarstalls | Gera, Sorge 9 (Karte) |           | heute Eingang des Einkaufszentrums Amthor-Passage                                                            |    |
| Fotos hochladen | Warenhaus mit Mietwohnungen, ehemaliges Bankhaus Oberländer | Gera, Sorge 11 (Karte) |           | |    |
| Fotos hochladen | Wohn- und Geschäftshäuser mit Rückgebäuden, Ladenausstattung einer ehemaligen Fleischerei | Gera, Sorge 14/16/18 (Karte) |           | |    |
| Fotos hochladen | Wohn- und Geschäftshaus | Gera, Sorge 15 (Karte) |           | |    |
| weitere Bilder Fotos hochladen | Kaufhaus mit Nebengebäude, ursprünglich Warenhaus H. & C. Tietz (Hermann Tietz), später Konsument; 1912 von Carl Zaenker | Gera, Sorge 23/25/27 und Rudolf-Diener-Straße 26 (Karte) |           | |    |
| Fotos hochladen | Wohn- und Geschäftshaus mit Seitengebäude | Gera, Sorge 31 (Karte) |           | |    |
| Fotos hochladen | Wohn- und Geschäftshaus | Gera, Sorge 48 (Karte) |           | |    |
| Fotos hochladen | Wohn- und Geschäftshaus mit Figurenportal und Höhler, ehemaliges Sonntag'sches Haus | Gera, Steinweg 9 (zuvor Steinweg 15) (Karte) |           | |    |
| Fotos hochladen | ehemalige Villa Koeppe im Stil der Neorenaissance mit Gartenanlage | Gera, Straße des Friedens 65 (Karte) |           | |    |
| Fotos hochladen | Villa Jäger mit Nebengebäude, Garten und Einfriedung | Gera, Straße des Friedens 108 (Karte) |           | |    |
| Fotos hochladen | Wohnhaus | Gera, Straße des Friedens 116 (Karte) |           | |    |
| weitere Bilder Fotos hochladen | Villa Schulenburg mit Nebengebäude, Gartenanlage und Einfriedung; 1913–1914 von Henry van de Velde | Gera, Straße des Friedens 120 (Karte) |           | |    |
| Fotos hochladen | Klinikum I mit Nebengebäude einschließlich Park und Einfriedung, erbaut 1913–1919 unter Leitung von Stadtbaurat Wilhelm Luthardt als Neues Städtisches Krankenhaus, später Bezirkskrankenhaus Klinikum 1, heute SRH Wald-Klinikum Gera, Standort I | Gera, Straße des Friedens 122 (Karte) |           | |    |
| BW | Gehöft mit Umgebindehaus | Stublach, Stublacher Platz 1 (Karte) |           | |    |
| Fotos hochladen | Wohngebäude, ehemaliges Pfarrhaus, regionaler Sitz der Evangelisch-Lutherischen Kirche in Thüringen | Gera, Talstraße 2 (Karte) |           | |    |
| BW | Wohnhaus in Garten | Ernsee, Texdorfer Weg 13 (Karte) |           | Holzhaus |    |
| weitere Bilder Fotos hochladen | ehemaliges Fürstliches Hoftheater, 1918–1945 Reußisches Staatstheater, bis 1995 Städtische Bühnen Gera, heute Theater Altenburg Gera; erbaut 1900–1902 nach Entwurf von Heinrich Seeling                                                           | Untermhaus, Theaterplatz 1 (ehemals Küchengartenallee 2) (Karte) |           | |    |
| Fotos hochladen | Etagenwohnhaus | Gera, Theaterstraße 2/Am Bärenweg 1 (Karte) |           | |    |
| Fotos hochladen | Etagenwohnhaus | Gera, Theaterstraße 8 (Karte) |           | |    |
| Fotos hochladen | Etagenwohnhaus | Gera, Theaterstraße 12 (Karte) |           | |    |
| Fotos hochladen | Etagenwohnhaus | Gera, Theaterstraße 16 (Karte) |           | |    |
| Fotos hochladen | Etagenwohnhaus | Gera, Theaterstraße 30 (Karte) |           | |    |
| Direkt Bild zu diesem Denkmal hochladen | Steinbogenbrücke | Tinz, Tinzer Straße o. Nr. |           | über die Brahme, nordöstlich des Schlosses                                                                   |    |
| weitere Bilder Fotos hochladen | ehemalige Villa Hirsch / Villa Bauer, mit Garten | Untermhaus, Tobias-Hoppe-Straße 4 (Karte) |           | |    |
| Fotos hochladen | Etagenmietshaus | Untermhaus, Tobias-Hoppe-Straße 26 (Karte) |           | |    |
| weitere Bilder Fotos hochladen | ehemalige Villa Jahr mit Park | Gera, Tschaikowskistraße 39 (Karte) |           | |    |
| Fotos hochladen | Mietshaus | Gera, Turmstraße 27 (Karte) |           | |    |
| weitere Bilder Fotos hochladen | Wohnanlage mit Freiraum, Bestandteil des Siedlungsgebiets Galgenberg; erbaut 1930–1931 nach Entwurf von Thilo Schoder | Gera, Ulmenhof 1–5, 2–6 (Karte) |           | |    |
| Fotos hochladen | Eckwohnhaus | Untermhaus, Untermhäuser Straße 1 (Karte) |           | |    |
| Fotos hochladen | Felsenkeller des ehemaligen Brauhofs mit Höhler | Untermhaus, Untermhäuser Straße 53 (Karte) |           | |    |
| Fotos hochladen | Doppelwohnhaus mit Gärten | Gera, Vollersdorfer Straße 1/3 (Karte) |           | |    |
| Fotos hochladen | Doppelwohnhaus mit Gärten | Gera, Vollersdorfer Straße 5/7 (Karte) |           | |    |
| Fotos hochladen | Wohnhaus mit Garten | Gera, Vollersdorfer Straße 13 (Karte) |           | Holzhaus |    |
| Fotos hochladen | Wohnhaus mit Garten | Gera, Vollersdorfer Straße 15 (Karte) |           | Holzhaus |    |
| Fotos hochladen | Fachwerkhaus mit Hoftor und Hofraum | Gera, Vollersdorfer Straße 37 (Karte) |           | |    |
| Fotos hochladen | ehemalige Villa Wetzel mit Gartenanlage | Gera, Vollersdorfer Straße 45 (Karte) |           | |    |
| Fotos hochladen | ehemalige Villa Brehme / Villa Hess, in hängigem Gartengrundstück | Gera, Vollersdorfer Straße 56 (Karte) |           | |    |
| Fotos hochladen | Wohnhäuser, sogenannte Lehrerhäuser des Architekten Thilo Schoder | Debschwitz, Walter-Erdmann-Straße 28 und 30 (Karte) |           | |    |
| weitere Bilder Fotos hochladen | Schloss Tinz mit Nebengebäuden und Parkanlage | Tinz, Weg der Freundschaft 4 (Karte) |           | |    |
| Fotos hochladen | Ladenausstattung eines Wohn- und Geschäftshauses, ehemalige Hoffleischerei Schulze | Untermhaus, Weinbergstraße 4 (Karte) |           | |    |
| Fotos hochladen | ehemalige Reußische Erbschänke | Weißig, Weißig 5 (Karte) |           | |    |
| Direkt Bild zu diesem Denkmal hochladen | Schule | Wernsdorf, Wernsdorf 14 |           | |    |
| Direkt Bild zu diesem Denkmal hochladen | Kleinbauernhaus, ehemaliges barockes Umgebindehaus | Wernsdorf, Wernsdorf 21 |           | Ist nach Thüringer Denkmalliste des TLDA abgerissen.                                                         |    |
| BW | Verwaltungs- und Fabrikgebäude der ehemaligen Traugott Golde AG, später VEB Fahrzeugzubehörwerke Ronneburg (VEB Barkas-Werke); erbaut 1919–1920 nach Entwurf von Thilo Schoder                                                                     | Lusan, Wiesestraße 202 (Karte) |           | |    |
| Fotos hochladen | ehemalige Villa Steudner mit Nebengebäuden einschließlich Stallgebäude | Lusan, Wiesestraße 226/226A (Karte) |           | |    |
| Fotos hochladen | Wohn- und Bürogebäude mit Garten | Gera, Zabelstraße 2 (Karte) |           | |    |
| Fotos hochladen | villenartiges Doppelwohnhaus in Gartengrundstück | Gera, Zabelstraße 3/5 (Karte) |           | |    |
| Fotos hochladen | Etagenwohnhaus mit Vorgarten | Gera, Zabelstraße 9 (Karte) |           | |    |
| Fotos hochladen | Doppel-Etagenwohn- und Geschäftshaus mit Rückgebäude | Gera, Zabelstraße 11/13 (Karte) |           | |    |
| BW | Gasthof „Weißes Ross“ mit Saal | Langenberg, Zeitzer Straße 34 (Karte) |           | |    |
| BW | Gehöft | Zeulsdorf, Zeulsdorf 6 (Karte) |           | |    |
| Fotos hochladen | Villa bzw. Landhaus Günther | Zeulsdorf, Zeulsdorf 26 (Karte) |           | |    |
| Fotos hochladen | Wohn- und Geschäftshaus | Gera, Ziegelberg 9 (Karte) |           | |    |
| BW | Mühle mit Wasserwerk und Mühlgraben einschließlich technischer Ausstattung der ehemaligen Zoitzmühle, seit 1990 Handels- und Getreideverarbeitungsgesellschaft (HaGeVa GmbH)                                                                       | Liebschwitz, Zoitzstraße 2 (Karte) |           | |    |
| BW | Gesamtanlage einschließlich technischer Ausstattung und Wohnanlage der ehemaligen Kammgarnspinnerei Neumerkel (Hinter der Zoitzmühle) | Liebschwitz, Zoitzstraße 3 (Karte) |           | |    |
| Fotos hochladen | Wohn- und Geschäftshaus mit Garten | Gera, Zschochernstraße 36 (Karte) |           | |    |
| Fotos hochladen | Wohn- und Geschäftshäuser | Gera, Zschochernstraße 38/40 (Karte) |           | |    |
| BW | Kinderkrippe (Zwötzener Straße 83A) und Kinderhort mit Gartenanlage (Zwötzener Straße 83) der ehemaligen VEB Geraer Woll- und Seidenweberei (Gewosei)                                                                                              | Zwötzen, Zwötzener Straße 83/83A (Karte) |           | |    |

## Sakralbauten
| Bild                           | Bezeichnung | Lage                                           | Datierung | Beschreibung    | ID |
| ------------------------------ | --- | ---------------------------------------------- | --------- | --------------- | -- |
| weitere Bilder Fotos hochladen | Evangelisch-lutherische Filialkirche mit Ausstattung, Kirchhof und Einfriedung                                                                              | Frankenthal, Am Gerberg (Karte)                |           |                 |    |
| weitere Bilder Fotos hochladen | Evangelisch-lutherische Pfarrkirche mit Ausstattung, Kirchhof und Einfriedung                                                                               | Thieschitz, Am Gipsbruch 7 (Karte)             |           |                 |    |
| weitere Bilder Fotos hochladen | Evangelisch-lutherische Filialkirche mit Ausstattung, Kirchhof und Einfriedung                                                                              | Taubenpreskeln, Am Kiefernberg o. Nr. (Karte)  |           |                 |    |
| weitere Bilder Fotos hochladen | Evangelisch-lutherische Kirche St. Martini mit Ausstattung                                                                                                  | Zwötzen, August-Bebel-Straße o. Nr. (Karte)    |           |                 |    |
| weitere Bilder Fotos hochladen | Evangelisch-lutherische Stadtkirche St. Johannis mit Ausstattung und Sarkophagen des Grafenhauses Reuß-Gera jüngerer Linie, Stadt- und Hauptkirche von Gera | Gera, Clara-Zetkin-Straße (Karte)              |           |                 |    |
| weitere Bilder Fotos hochladen | Evangelisch-lutherische Pfarrkirche St. Petri mit Ausstattung, Kirchhof und Kirchhofmauer                                                                   | Dorna, Dorna 2A (Karte)                        |           |                 |    |
| weitere Bilder Fotos hochladen | Evangelisch-lutherische Filialkirche mit Ausstattung und Kirchhofmauer                                                                                      | Großfalka, Großfalka 1 (Karte)                 |           |                 |    |
| weitere Bilder Fotos hochladen | Evangelisch-lutherische Kirche St. Trinitatis mit Ausstattung                                                                                               | Gera, Heinrichstraße (Karte)                   |           |                 |    |
| weitere Bilder Fotos hochladen | Evangelisch-lutherische Filialkirche mit Ausstattung, Kirchhof und Einfriedung                                                                              | Kaimberg, Kaimberg o. Nr. (Karte)              |           |                 |    |
| weitere Bilder Fotos hochladen | Evangelisch-lutherische Pfarrkirche St. Nikolaus mit Ausstattung und Kirchhof                                                                               | Roschütz, Kirchplatz 4 (Karte)                 |           |                 |    |
| weitere Bilder Fotos hochladen | Evangelisch-lutherische Pfarrkirche St. Ursula mit Ausstattung, Kirchhof und Einfriedung                                                                    | Lusan, Lusaner Straße o. Nr. (Karte)           |           |                 |    |
| weitere Bilder Fotos hochladen | Evangelisch-lutherische Kirche St. Marien mit Ausstattung                                                                                                   | Untermhaus, Mohrenplatz 2 (Karte)              |           |                 |    |
| weitere Bilder Fotos hochladen | Evangelisch-lutherische Pfarrkirche St. Peter mit Ausstattung, Kirchhof und Einfriedung                                                                     | Leumnitz, Naulitzer Straße o. Nr. (Karte)      |           |                 |    |
| weitere Bilder Fotos hochladen | Evangelisch-lutherische Kirche St. Salvator (Stadtkirche) mit Ausstattung                                                                                   | Gera, Nicolaiberg 4 (Karte)                    |           |                 |    |
| weitere Bilder Fotos hochladen | Evangelisch-lutherische Erlöserkirche mit Ausstattung, Friedhof und Friedhofsmauer                                                                          | Niebra, Niebra 7 (Karte)                       |           |                 |    |
| weitere Bilder Fotos hochladen | Evangelisch-lutherische Filialkirche mit Ausstattung, Kirchhof und Einfriedung                                                                              | Oberröppisch, Oberes Dorf o. Nr. (Karte)       |           |                 |    |
| weitere Bilder Fotos hochladen | Evangelisch-lutherische Kirche St. Michael mit Ausstattung, Kirchhof und Einfriedung                                                                        | Pforten, Plauensche Straße o. Nr. (Karte)      |           | 2023 profaniert |    |
| weitere Bilder Fotos hochladen | Evangelisch-lutherische Pfarrkirche St. Martin mit Ausstattung, Kirchhof und Einfriedung                                                                    | Roben, Roben o. Nr. (Karte)                    |           |                 |    |
| weitere Bilder Fotos hochladen | Evangelisch-lutherische Filialkirche mit Ausstattung, Kirchhof und Kirchhofmauer                                                                            | Röpsen, Röpsen 46A (Karte)                     |           |                 |    |
| weitere Bilder Fotos hochladen | Evangelisch-lutherische Filialkirche mit Ausstattung, Kirchhof und Einfriedung                                                                              | Dürrenebersdorf, Schmiedestraße o. Nr. (Karte) |           |                 |    |
| weitere Bilder Fotos hochladen | Evangelisch-lutherische Pfarrkirche St. Bartholomäus mit Ausstattung, Kirchhof und Kirchhofmauer                                                            | Großaga, Schulstraße 9A (Karte)                |           |                 |    |
| weitere Bilder Fotos hochladen | Evangelisch-lutherische Filialkirche mit Ausstattung | Söllmnitz, Söllmnitz 66 (Karte)                |           |                 |    |
| weitere Bilder Fotos hochladen | Evangelisch-lutherische Pfarrkirche mit Ausstattung und Kirchhof                                                                                            | Liebschwitz, Teichstraße o. Nr. (Karte)        |           |                 |    |
| weitere Bilder Fotos hochladen | Evangelisch-lutherische Filialkirche mit Ausstattung, Kirchhof mit Leichenhalle und Einfriedung                                                             | Thränitz, Thränitz 28A (Karte)                 |           |                 |    |
| weitere Bilder Fotos hochladen | Evangelisch-lutherische Filialkirche St. Margareta mit Ausstattung, Kirchhof und Einfriedung                                                                | Tinz, Tinzer Straße o. Nr. (Karte)             |           |                 |    |
| weitere Bilder Fotos hochladen | Evangelisch-lutherische Filialkirche St. Nikolaus mit Ausstattung, Kirchhof und Einfriedung                                                                 | Trebnitz, Trebnitz 36 (Karte)                  |           |                 |    |
| weitere Bilder Fotos hochladen | Evangelisch-lutherische Allerheiligenkirche mit Ausstattung, Kirchhof und Einfriedung                                                                       | Unterröppisch, Unteres Dorf 1A (Karte)         |           |                 |    |
| weitere Bilder Fotos hochladen | Evangelisch-lutherische Filialkirche mit Ausstattung, Kirchhof und Einfriedung                                                                              | Weißig, Weißig 1A (Karte)                      |           |                 |    |
| weitere Bilder Fotos hochladen | Evangelisch-lutherische Filialkirche mit Ausstattung, Kirchhof und Einfriedung                                                                              | Wernsdorf, Wernsdorf 8 (Karte)                 |           |                 |    |
| weitere Bilder Fotos hochladen | Evangelisch-lutherische Pfarrkirche Vierzehnheiligen mit Ausstattung, Kirchhof und Einfriedung                                                              | Langenberg, Zeitzer Straße o. Nr. (Karte)      |           |                 |    |

## Denkmale
| Bild                                    | Bezeichnung | Lage | Datierung | Beschreibung | ID |
| --------------------------------------- | --- | --- | --------- | ------------ | -- |
| weitere Bilder Fotos hochladen          | Ferberturm | Leumnitz, Am Ferberturm 14 mit Am Zschippernweg o. Nr. (Wiese) (Karte)                                            |           |              |    |
| weitere Bilder Fotos hochladen          | Gefallenendenkmal für die Opfer des Ersten Weltkrieges, Lisa Simcik-Kroemer, 1920/21                                    | Taubenpreskeln, Am Kiefernberg o. Nr. (Friedhof Alttaubenpreskeln)                                                |           |              |    |
| weitere Bilder Fotos hochladen          | Gefallenendenkmal für die Opfer des Ersten Weltkrieges                                                                  | Großaga, Der Hain o. Nr.                                                                                          |           |              |    |
| Fotos hochladen                         | Fassadenskulptur Nikolaus de Smit                                                                                       | Gera, De-Smit-Straße 23/25                                                                                        |           |              |    |
| weitere Bilder Fotos hochladen          | Denkmal für Hofrat Prof. Dr. Karl Theodor Liebe (1828–1894)                                                             | Gera, Hainbergweg o. Nr. (Karte)                                                                                  |           |              |    |
| Fotos hochladen                         | Epitaph für Nikolaus de Smit, den 1623 gestorbenen Begründer der Geraer Textilindustrie                                 | Gera, Heinrichstraße o. Nr., zuvor Heinrichstraße 45 (zuvor Friedhof der Trinitatiskirche, heute Park der Jugend) |           |              |    |
| Fotos hochladen                         | Grabstein für Hofrat Prof. Dr. Karl Theodor Liebe (1828–1894), bedeutender Geologe und Ornithologe                      | Gera, Heinrichstraße 47, zuvor Friedhof der Trinitatiskirche, heute Park der Jugend (Karte)                       |           |              |    |
| Direkt Bild zu diesem Denkmal hochladen | Gefallenendenkmal für die Opfer des Ersten Weltkrieges                                                                  | Hermsdorf, Hermsdorf o. Nr.                                                                                       |           |              |    |
| Fotos hochladen                         | Grabdenkmal Johann Christoph Macher                                                                                     | Untermhaus, Orangerieplatz 1 (ehemals Küchengartenallee 4)/Küchengarten (Karte)                                   |           |              |    |
| weitere Bilder Fotos hochladen          | Simsonbrunnen | Gera, Markt o. Nr. (Karte)                                                                                        |           |              |    |
| Fotos hochladen                         | Gedenkstätte zur Erinnerung an die Pogromnacht am 9. November 1938                                                      | Gera, Platz der Republik 1, 2, 3, 4 (Karte)                                                                       |           |              |    |
| weitere Bilder Fotos hochladen          | Gladitschturm | Gera, Schloßallee o. Nr. (Karte)                                                                                  |           |              |    |
| Fotos hochladen                         | Inschrifttafeln | Gera, Steinweg 22 (Karte)                                                                                         |           |              |    |
| weitere Bilder Fotos hochladen          | Fuchsturm (bis 1945 Kaiser-Wilhelm-Turm)                                                                                | Debschwitz, Walter-Erdmann-Straße o. Nr. (Karte)                                                                  |           |              |    |
| Fotos hochladen                         | Triebwagen der Geraer Verkehrsbetriebe im neuen Straßenbahndepot                                                        | Lusan, Zoitzbergstraße 3, vormals in der De-Smit-Straße 16 (altes Straßenbahndepot)                               |           |              |    |
| Fotos hochladen                         | Grabstätte eines unbekannten Buchenwald-Häftlings, unweit der Friedensbrücke, am westlichen Flussufer der Weißen Elster | Liebschwitz, Zoitzstraße o. Nr.                                                                                   |           |              |    |
| Fotos hochladen                         | Brunnenschacht | Gera, Zschochernstraße o. Nr. (Karte)                                                                             |           |              |    |

## Friedhöfe und Gartenanlagen
| Bild                           | Bezeichnung | Lage                                                            | Datierung | Beschreibung | ID |
| ------------------------------ | --- | --------------------------------------------------------------- | --------- | --- | -- |
| weitere Bilder Fotos hochladen | Ostfriedhof mit Einfriedung, Toranlage mit Wärterhaus und Wartehalle, Kapelle und Krematorium jeweils mit Ausstattung                                        | Gera, Friedhofstraße 10 mit Straße des Bergmanns o. Nr. (Karte) |           | Friedhofstraße 10, Abteilung IIc, Ehrenfriedhof, 63 Grabstätten von Kindern sowjetischer Zwangsarbeiter Friedhofstraße 10, Abteilung E, Grabstätte der Familie Biermann Friedhofstraße 10, Abteilung VIc, Ehrenfriedhof, 199 Grabstätten für sowjetische, polnische und andere Zwangsarbeiter Friedhofstraße 10, Abteilung VIc, Ehrenfriedhof, für unbekannte Zwangsarbeiter, die in der Stadt Gera eingesetzt waren Friedhofstraße 10, Abteilung VIc, Grabstätten der 446 jüdischen Opfer des KZ Buchenwald sowie der Außenstelle Rehnsdorf und Gleina Friedhofstraße 10, Abteilung VIc, elf Grabstellen jüdischer Bürger aus Gera und Opfer des Faschismus Friedhofstraße 10 mit Straße des Bergmanns o.Nr., Sowjetischer Ehrenfriedhof mit Gedenkstätte für 53 sowjetische Soldaten und Offiziere |    |
| weitere Bilder Fotos hochladen | Friedhof Langenberg | Langenberg, Langenberger Straße o. Nr. (Karte)                  |           | |    |
| Fotos hochladen                | Platanenalleen | Gera, Leo-Tolstoi-Straße mit Maxim-Gorki-Straße (Karte)         |           | |    |
| weitere Bilder Fotos hochladen | Botanischer Garten mit Turmhaus | Gera, Schillerstraße 24 (Karte)                                 |           | |    |
| BW                             | Ahornallee | Gera, Schreberweg o. Nr. (Karte)                                |           | |    |
| weitere Bilder Fotos hochladen | Dahliengarten, zuvor u. a. Max-Biermann-Garten, Gartenanlage mit Brunnen                                                                                     | Gera, Straße des Friedens o. Nr. (Karte)                        |           | |    |
| weitere Bilder Fotos hochladen | Untermhäuser Friedhof mit Einfriedung, Kapelle und Leichenhalle                                                                                              | Untermhaus, Untermhäuser Straße o. Nr. (Karte)                  |           | |    |
| weitere Bilder Fotos hochladen | Südfriedhof mit Umfassungsmauer, Ehrenmal für gefallene Geraer Arbeiter im Kapp-Putsch 1920, Grabstätten von Walter Erdmann und Dr. med. Bruna Wendel-Plarre | Debschwitz, Wiesestraße 103 (Karte)                             |           | |    |

## Archäologische Denkmale
| Bild                                    | Bezeichnung                                                         | Lage                                                                             | Datierung | Beschreibung                                                       | ID |
| --------------------------------------- | ------------------------------------------------------------------- | -------------------------------------------------------------------------------- | --------- | ------------------------------------------------------------------ | -- |
| Fotos hochladen                         | Grabhügel, Neolithikum (Schnurkeramik)                              | Collis, Colliser Berg                                                            |           |                                                                    |    |
| Direkt Bild zu diesem Denkmal hochladen | Grabhügel, Jungsteinzeit (Schnurkeramik)                            | Debschwitz, auf dem Eselsberg, westlich des Schützenplatzes                      |           |                                                                    |    |
| Direkt Bild zu diesem Denkmal hochladen | Dornaer Schanze, Wallanlage, Mittelalter                            | Dorna                                                                            |           |                                                                    |    |
| Direkt Bild zu diesem Denkmal hochladen | Grabhügel, Jungsteinzeit (Schnurkeramik)                            | Dorna, im Waldstück „Wüster Hain“ über dem Eichberg oberhalb der Dornaer Schanze |           |                                                                    |    |
| weitere Bilder Fotos hochladen          | Kirche, Mittelalter/Neuzeit                                         | Dorna (Karte)                                                                    |           |                                                                    |    |
| BW                                      | Wüstung Pottendorf, Mittelalter                                     | Ernsee (Karte)                                                                   |           |                                                                    |    |
| Direkt Bild zu diesem Denkmal hochladen | Wallanlage, Mittelalter                                             | Ernsee, im Lessengraben                                                          |           |                                                                    |    |
| BW                                      | Stadtburg                                                           | Gera, Burgstraße/Stadtgraben/Reichsstraße (Karte)                                |           |                                                                    |    |
| Direkt Bild zu diesem Denkmal hochladen | Grabhügel, Bronzezeit                                               | Gera, ehemals auf dem Hainberg in der Nähe der Sieben Eichen                     |           |                                                                    |    |
| Direkt Bild zu diesem Denkmal hochladen | Steinkreuz, Mittelalter/Neuzeit                                     | Gera, eingemauert in der Südwand im Keller der Trinitatiskirche                  |           |                                                                    |    |
| weitere Bilder Fotos hochladen          | Wüstung Vollersdorf, Mittelalter                                    | Gera (Karte)                                                                     |           |                                                                    |    |
| Direkt Bild zu diesem Denkmal hochladen | Wallanlage, Mittelalter                                             | Gera, im sogenannten Superindententurgarten in Pöppeln                           |           |                                                                    |    |
| Direkt Bild zu diesem Denkmal hochladen | Wallanlage, Mittelalter                                             | Großaga, im Bereich des Kammergutes                                              |           |                                                                    |    |
| Fotos hochladen                         | Burg auf dem Hausberg, Mittelalter                                  | Langenberg (Karte)                                                               |           |                                                                    |    |
| Direkt Bild zu diesem Denkmal hochladen | Ehemalige Wasserburg, Mittelalter                                   | Laasen, auf dem Gutsgelände                                                      |           |                                                                    |    |
| Direkt Bild zu diesem Denkmal hochladen | Turmhügel, Mittelalter („Der Bühl“)                                 | Lessen, in der „Buchau“ in der Waldabteilung 77                                  |           |                                                                    |    |
| Direkt Bild zu diesem Denkmal hochladen | Burganlage, ehemalige Wasserburg, Mittelalter                       | Leumnitz, in der Ortsmitte                                                       |           |                                                                    |    |
| Direkt Bild zu diesem Denkmal hochladen | Wallanlage auf dem Zoitzberg, Bronzezeit                            | Liebschwitz                                                                      |           |                                                                    |    |
| Direkt Bild zu diesem Denkmal hochladen | Wallanlage „Der Hayn“, Mittelalter                                  | Liebschwitz, hinter der Kirche                                                   |           |                                                                    |    |
| Direkt Bild zu diesem Denkmal hochladen | Wallanlage „Bühl“, Mittelalter                                      | Liebschwitz, südlich an der alten Straße von Liebschwitz nach Lietzsch           |           |                                                                    |    |
| BW                                      | Naulitzer Schanze, Mittelalter                                      | Naulitz (Karte)                                                                  |           |                                                                    |    |
| weitere Bilder Fotos hochladen          | ehemalige Wasserburg, Mittelalter                                   | Pforten (Karte)                                                                  |           | Turm als einziger verbliebener Gebäudeteil, ehem. Handelstransport |    |
| Direkt Bild zu diesem Denkmal hochladen | Wallanlage, Mittelalter                                             | Roben, am Ortsrand südwestlich von Friedhof, Pfarrhaus und Kirche                |           |                                                                    |    |
| Direkt Bild zu diesem Denkmal hochladen | Steinkreuz, Mittelalter/Neuzeit                                     | Roben, in einer kleinen Grünanlage gegenüber Hausgrundstück Nr. 33               |           |                                                                    |    |
| Direkt Bild zu diesem Denkmal hochladen | Wasserburg Walinsel, Mittelalter                                    | Röpsen, auf einer Insel im Gutsteich                                             |           |                                                                    |    |
| Direkt Bild zu diesem Denkmal hochladen | Speutewitz, Wüstung mit Burgwall, Mittelalter                       | Röpsen                                                                           |           |                                                                    |    |
| Direkt Bild zu diesem Denkmal hochladen | Grabhügel, Neolithikum (Schnurkeramik)                              | Roschütz, in der Nähe der Sandgrube auf dem sogenannten Katzenbuckel             |           |                                                                    |    |
| Direkt Bild zu diesem Denkmal hochladen | Wallanlage, Mittelalter                                             | Roschütz, um das alte Gut                                                        |           |                                                                    |    |
| Direkt Bild zu diesem Denkmal hochladen | Wallanlage, Mittelalter                                             | Rubitz, in der Flur „Kleine Cosse“                                               |           |                                                                    |    |
| Direkt Bild zu diesem Denkmal hochladen | Grabhügel, Bronzezeit                                               | Rubitz, Cosse                                                                    |           | von ehemals 11 bis 14 Hügeln heute noch zwei vorhanden             |    |
| Direkt Bild zu diesem Denkmal hochladen | Wallanlage/Wegesperre, Mittelalter („Wüste Kirche“)                 | Rubitz, bei der Oelsdorfer Mühle                                                 |           |                                                                    |    |
| BW                                      | Burganlage, ehemalige Wasserburg, Mittelalter                       | Scheubengrobsdorf (Karte)                                                        |           |                                                                    |    |
| Direkt Bild zu diesem Denkmal hochladen | Grabhügel, Neolithikum (Schnurkeramik)                              | Söllmnitz, auf dem Kahlenberg nordwestlich des Ortes                             |           | ca. 12 Hügel                                                       |    |
| Fotos hochladen                         | Wallanlage, Mittelalter                                             | Taubenpreskeln, um Kirche und Friedhof (Karte)                                   |           |                                                                    |    |
| Direkt Bild zu diesem Denkmal hochladen | Wüstung Texdorf                                                     | Thieschitz, südlich von Milbitz                                                  |           |                                                                    |    |
| Direkt Bild zu diesem Denkmal hochladen | Ehemalige Wasserburg, Mittelalter                                   | Tinz, im Bereich des heutigen Schlosses mit Schlosspark                          |           |                                                                    |    |
| BW                                      | Wallanlage, Bronzezeit, Mittelalter                                 | Untermhaus, am Weg nach Ernsee oberhalb von Schloss Osterstein (Karte)           |           |                                                                    |    |
| weitere Bilder Fotos hochladen          | Schloss Osterstein, Burganlage, Bronzezeit, Mittelalter bis Neuzeit | Untermhaus (Karte)                                                               |           |                                                                    |    |
| Direkt Bild zu diesem Denkmal hochladen | Grabhügel                                                           | Untermhaus, auf dem Hainberg; im Wald hinter einer Gaststätte                    |           | zwei noch erkennbare Hügel                                         |    |
| weitere Bilder Fotos hochladen          | Kirche, Mittelalter/Neuzeit                                         | Unterröppisch (Karte)                                                            |           |                                                                    |    |

## Stadtbefestigung
| Bild                           | Bezeichnung                          | Lage                          | Datierung | Beschreibung | ID |
| ------------------------------ | ------------------------------------ | ----------------------------- | --------- | ------------ | -- |
| Fotos hochladen                | Mauerfragmente                       | Gera, Nicolaistraße 2 (Karte) |           |              |    |
| weitere Bilder Fotos hochladen | „Stadtmauerturm“ mit Mauerfragmenten | Gera, Stadtgraben 1 (Karte)   |           |              |    |

## Denkmalensembles
| Bild            | Bezeichnung | Lage | Datierung | Beschreibung | ID |
| --------------- | --- | --- | --------- | --- | -- |
| Fotos hochladen | Wohngebiet Bieblacher Hang mit Freiflächengestaltung | Bieblach (Karte) |           | |    |
| BW              | gründerzeitliche Mietshausbebauung einschließlich Platzraum | Debschwitz/Gera, Georg-Büchner-Straße 1–34, 36, 38 mit An der Spielwiese 8, 10 und Heinrich-Heine-Straße 18, 20 (Karte)                                                            |           | |    |
| Fotos hochladen | Kirche, Pfarrhaus und ehemalige Schule | Dorna, Kirchberg 1, 2 und 2A (Karte) |           | |    |
| Fotos hochladen | Denkmalensemble Altstadt | Gera (Karte) |           | begrenzt durch nördliche Bebauung der Sorge, Laasener Straße, Ziegelberg, Bauvereins-, Nicolaistraße, Ludwig-Jahn-Straße, Stadtgraben, Reichsstraße, Bachgasse, Schlossstraße |    |
| BW              | Denkmalensemble Nördliche Innenstadt | Gera (Karte) |           | Grenzen im Norden Franz-Mehring-Straße, im Süden Sorge, Laasener Straße, Zschochernstraße, Uhlandstraße, Ziegelberg, im Westen Schlossstraße, Neue Straße, Tivolistraße, De-Smit-Straße „und die Grundstücksgrenzen der zwischen Puschkinplatz und Kreuzung Berliner Straße/Franz-Mehring-Straße gelegenen Bebauung“, im Osten Kurt-Keicher-Straße und Loreystraße |    |
| Fotos hochladen | Etagenmietshäuser des Historismus | Gera, Arndtstraße 1–20 mit Ludwig-Jahn-Straße 2 und 4 (Karte) |           | |    |
| Fotos hochladen | Mietshausbebauung | Gera, Gerhart-Hauptmann-Straße 1–35 (Karte) |           | |    |
| BW              | Wohnhäuser einschließlich Gartengrundstücke und Einfriedungen | Gera, Karl-Marx-Allee 27–31 und 28–34 mit Rathenaustraße 5 (Karte) |           | |    |
| Fotos hochladen | Denkmalensemble Mendelssohnweg: Wohnsiedlung einschließlich Schule und Freiflächen | Gera, Mendelssohnweg 1, 5–27, 14–40 mit Gagarinstraße 66–74, 78–90, 99–113, Kurt-Keicher-Straße 87–105, Trebnitzer Straße 4–18, 3–9 und Helene-Fleischer-Straße 10, 13, 15 (Karte) |           | |    |
| BW              | Wohnhausbebauung | Gera, Rudolf-Scheffel-Straße 24–32, 25–33 mit Prof.-Simmel-Straße 16 und Rathenaustraße 15 (Karte)                                                                                 |           | |    |
| Fotos hochladen | Denkmalensemble Straße des Friedens 65, 67, 104–120 und Vollersdorfer Straße 43, 45, 56, 60 | Gera (Karte) |           | Villenviertel, bestehend aus 13 Villen und einem einzigen Wohnhaus Vollersdorfer Straße 43: Villa Stahl (Architekt Stahl 1903) Straße des Friedens 67: Villa Haller (Architekt Nitzsche 1895) Straße des Friedens 104: erste Villa Koeppe (Architekt Köberlein 1895) Straße des Friedens 106: Villa Wieprecht/Uhlmann (Architekt Köberlein 1895) Straße des Friedens 110: Villa Strebel (Baumeister Louis Kornmann um 1900) Straße des Friedens 112: Villa Sorger (Architekten Traue & Klepzig 1895/97) Straße des Friedens 114: Villa Zetzsche (Paul K. Zetzsche 1903) als Kulturdenkmale ausgewiesen: Villa Wetzel (Vollersdorfer Straße 45) Villa Brehme/Hess (Vollersdorfer Straße 56) zweite Villa Koeppe (Straße des Friedens 65) Villa Jäger (Straße des Friedens 108) Wohnhaus (Straße des Friedens 116) Villa Schulenburg (Straße des Friedens 120) |    |
| Fotos hochladen | bauliche Gesamtanlage mit Etagenmietshäusern | Gera, Theaterstraße 8–20 (Karte) |           | einige Häuser als Einzeldenkmale ausgewiesen |    |
| Fotos hochladen | Kirchplatz Langenberg, Kirche mit Kirchhof und Kirchhofmauern (Zeitzer Straße o. Nr.), Umfassungsmauern mit Treppenanlage, ehemaliges Schulgebäude (heute Pfarrhaus, Zeitzer Straße 3) und ursprüngliches Pfarrhaus (heute Diakonie Sozialstation, Zeitzer Straße 3) | Langenberg, Zeitzer Straße (Karte) |           | |    |
| Fotos hochladen | Dorfanlage mit Flur | Lietzsch, Lietzsch 1–12 (Karte) |           | |    |
| BW              | Wohnanlage mit gestaltetem Freiraum | Lusan, Uhlstraße 2–18, 5–27 (Karte) |           | |    |
| Fotos hochladen | Ortslage Oberröppisch mit Filialkirche | Oberröppisch (Karte) |           | |    |
| Fotos hochladen | Dorfanlage mit Flur | Poris-Lengefeld, Poris 10 und 11 (Karte) |           | zwei große Vierseithöfe; ohne neuere Erweiterungen bis auf das Einfamilienhaus Poris 14 |    |
| Fotos hochladen | Wohnsiedlung mit Platzraum und Gärten | Tinz, Maienplatz 1–22 mit Maienweg 5–43 mit Hinter den Gärten (Karte) |           | |    |
| BW              | | Untermhaus, Friedrich-Naumann-Platz 1, 3, 6, 7 mit Schellingstraße 1, 2, Fasaneriestraße 2, Joliot-Curie-Straße 2, 4, 6 (Karte)                                                    |           | |    |
| Fotos hochladen | Kastanienallee mit einreihiger Villenbebauung in Gärten | Untermhaus, Küchengartenallee 6, 8, 11–21 (Karte) |           | |    |
| Fotos hochladen | Alt-Untermhaus mit Fuchsklamm, Mohrenplatz, Schloßberg, ehemaligem Schloss Osterstein | Untermhaus, Mohrenplatz 1, 2, 3/3A, 4, 5, 7A/B, 9; Weinbergstraße 5/Fuchsklamm 2; Schloßberg mit Fuchsklamm 3 (Karte)                                                              |           | |    |